# Almeida (freguesia)
A Freguesia de Almeida é uma freguesia portuguesa do Município de Almeida com 52,42 km² de área e 1145 habitantes (censo de 2021), tendo, por isso, uma densidade populacional de 21,8 hab./km². 
A sua sede é a vila homónima de Almeida que é a segunda maior povoação do município.

## Demografia
A população registada nos censos foi:
| Ano  | 0-14 Anos | 15-24 Anos | 25-64 Anos | > 65 Anos |
| 2001 | 201       | 217        | 772        | 301       |
| 2011 | 117       | 126        | 696        | 375       |
| 2021 | 88        | 96         | 564        | 397       |

## Património
- Muralhas da Praça de Almeida
- Castelo de Almeida

## Festividades
Em fevereiro realiza-se a Feira do Fumeiro e Artesanato de Almeida.

## Resultados eleitorais

### Eleições autárquicas (Junta de Freguesia)
| Partido | %    | M    | %    | M    | %    | M    | %    | M    | %    | M    | %    | M    | %    | M    | %    | M    | %    | M    | %    | M    | %    | M    |
| Partido | 1976 | 1976 | 1979 | 1979 | 1982 | 1982 | 1985 | 1985 | 1989 | 1989 | 1993 | 1993 | 1997 | 1997 | 2001 | 2001 | 2005 | 2005 | 2009 | 2009 | 2013 | 2013 |
| ------- | ---- | ---- | ---- | ---- | ---- | ---- | ---- | ---- | ---- | ---- | ---- | ---- | ---- | ---- | ---- | ---- | ---- | ---- | ---- | ---- | ---- | ---- |
| CDS-PP  | 79,3 | 7    | 85,4 | 12   |      |      | 56,2 | 5    | 43,6 | 4    | 41,6 | 3    |      |      |      |      |      |      |      |      |      |      |
| APU/CDU |      |      | 9,8  | 1    | 14,4 | 2    | 13,1 | 1    | 3,6  | -    | 3,8  | -    | 24,7 | 2    | 43,9 | 4    | 53,2 | 5    | 41,9 | 4    | 55,6 | 5    |
| AD      |      |      |      |      | 80,0 | 11   |      |      |      |      |      |      |      |      |      |      |      |      |      |      |      |      |
| PS      |      |      |      |      |      |      | 27,6 | 3    | 44,2 | 5    | 41,7 | 4    | 34,9 | 4    | 28,3 | 3    | 24,3 | 2    | 25,1 | 2    |      |      |
| PPD/PSD |      |      |      |      |      |      |      |      | 5,3  | -    | 18,2 | 2    | 19,4 | 2    | 24,1 | 2    | 19,2 | 2    | 29,3 | 3    | 39,7 | 4    |
| MPT     |      |      |      |      |      |      |      |      |      |      |      |      | 17,3 | 1    |      |      |      |      |      |      |      |      |